# Bodum

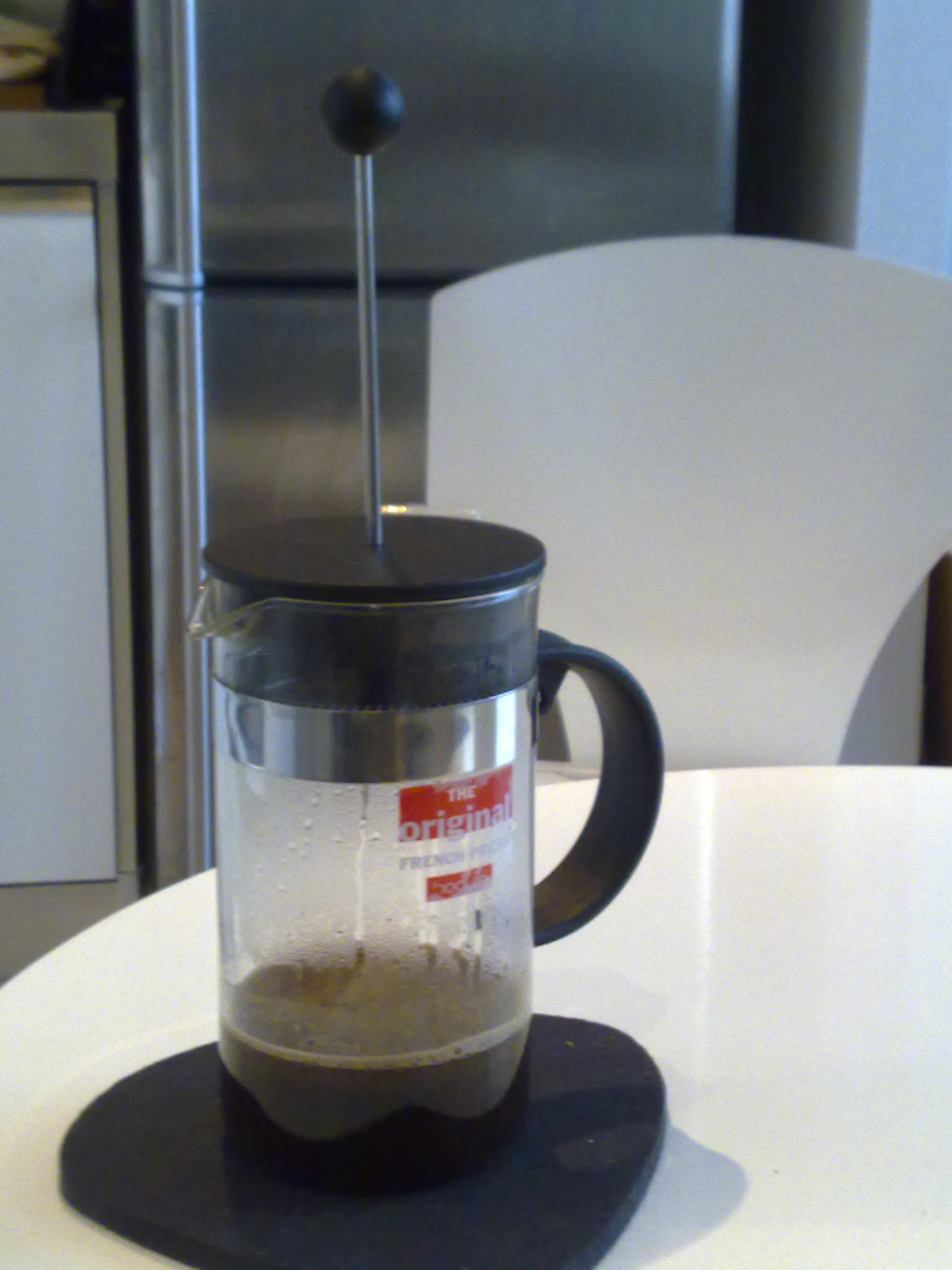
Caffettiera a stantuffo

Bodum è un marchio danese creato nel 1944 da Peter Bodum e specializzato nella produzione di oggetti di design per il caffè, il tè, la cucina e la casa, L'azienda impiega più di 550 addetti, ha la sua sede principale in Svizzera, ma ha fabbriche e uffici commerciali all'estero (i negozi Bodum nel mondo sono più di 70). Una delle prime fabbriche della Bodum è la Nissen, specializzata nella lavorazione degli oggetti di legno (in particolare faggio).
L'azienda è fra le prime ad aver prodotto e commercializzato le caffettiere a pistone French press (caffettiera a stantuffo) e ne ha venduto nel mondo più di 150 milioni di pezzi. Inoltre ha inventato teiere con sistema a pressa in cui il tè viene messo nel filtro a pressa, la pressa a fine corsa spinge il tè nella parte più bassa del filtro in modo che non venga più a contatto con l'acqua, si ha così la possibilità di decidere l'intensità del tè o degli infusi, separandoli dal contatto con l'acqua.
Alcuni prodotti Bodum hanno vinto premi di design internazionale tra cui il Materialica Design Award, l'International iF product design award e il Red Dot Design Award; è stata premiata anche per bicchieri termici a doppia parete, in vetro borosilicato, che hanno una doppia parete che consente ai liquidi all'interno di mantenere la temperatura a lungo.
Caffettiere ed altri oggetti BODUM sono esposti in musei d'arte moderna come il MOMA di New York e il Louisiana Mouseum of Modern Art.